# Ivan Kelava
Ivan Kelava (Zagabria, 20 febbraio 1988) è un ex calciatore croato, di ruolo portiere.

## Carriera

### Club
Ha esordito nel 2010 con la Dinamo Zagabria, dove ha giocato per ben sei anni in maniera distinta e vincendo diversi palmarès.
Il 1º luglio 2013 diventa ufficialmente un giocatore dell'Udinese. Con il titolare Željko Brkić infortunato, esordisce in Serie A il 25 agosto 2013 nella partita Lazio-Udinese (2-1). Chiude la stagione con 10 presenze in campionato.
Nella stagione 2014-2015 viene ceduto due volte in prestito, prima in Serie B al Carpi, e successivamente agli slovacchi dello Spartak Trnava. Tuttavia, il suo rendimento non soddisfa la società, che decide di trasferirlo a titolo definitivo alla squadra satellite dell'Udinese, ovvero il Granada.

### Nazionale
Nel 2009 è stato convocato per la prima volta in Nazionale Under-21 croata dove ha collezionato 15 presenze, per poi essere convocato nella Nazionale maggiore. Viene convocato con la nazionale, ad Euro 2012.

## Statistiche

### Presenze e reti nei club
Statistiche aggiornate al 30 giugno 2017.
| Stagione               | Squadra                | Campionato             | Campionato | Campionato | Coppe nazionali | Coppe nazionali | Coppe nazionali | Coppe continentali | Coppe continentali | Coppe continentali | Altre coppe | Altre coppe | Altre coppe | Totale | Totale |
| Stagione               | Squadra                | Comp                   | Pres       | Reti       | Comp            | Pres            | Reti            | Comp               | Pres               | Reti               | Comp        | Pres        | Reti        | Pres   | Reti   |
| ---------------------- | ---------------------- | ---------------------- | ---------- | ---------- | --------------- | --------------- | --------------- | ------------------ | ------------------ | ------------------ | ----------- | ----------- | ----------- | ------ | ------ |
| 2006-2007              | Dinamo Zagabria        | 1. HNL                 | 1          | 0          | CC              | 0               | 0               | UCL+CU             | -                  | -                  | SC          | 0           | 0           | 1      | 0      |
| 2007-2008              | Dinamo Zagabria        | 1. HNL                 | 7          | -5         | CC              | 2               | -1              | UCL+CU             | -                  | -                  | -           | -           | -           | 9      | -6     |
| 2008-2009              | Dinamo Zagabria        | 1. HNL                 | 10         | -7         | CC              | 2               | -1              | UCL+CU             | 3+3                | -7+ -9             | -           | -           | -           | 18     | -24    |
| 2009-2010              | Lokomotiva Zagabria    | 1. HNL                 | 33         | -36        | CC              | 1               | -1              | -                  | -                  | -                  | -           | -           | -           | 34     | -37    |
| 2010-2011              | Dinamo Zagabria        | 1. HNL                 | 24         | -6         | CC              | 7               | -4              | UEL                | 6                  | -5                 | SC          | 0           | 0           | 37     | -15    |
| 2011-2012              | Dinamo Zagabria        | 1. HNL                 | 27         | -11        | CC              | 7               | -5              | UCL                | 12                 | -26                | -           | -           | -           | 46     | -42    |
| 2012-2013              | Dinamo Zagabria        | 1. HNL                 | 33         | -20        | CC              | 1               | -3              | UCL                | 12                 | -18                | -           | -           | -           | 45     | -41    |
| Totale Dinamo Zagabria | Totale Dinamo Zagabria | Totale Dinamo Zagabria | 102        | -49        |                 | 19              | -14             |                    | 36                 | -65                |             | 0           | 0           | 157    | -128   |
| 2013-2014              | Udinese                | A                      | 10         | -13        | CI              | 1               | 0               | UEL                | 4                  | -5                 | -           | -           | -           | 15     | -18    |
| 2014-2015              | Carpi                  | B                      | 1          | -2         | CI              | -               | -               | -                  | -                  | -                  | -           | -           | -           | 1      | -2     |
| 2015-2016              | Granada                | PD                     | 0          | 0          | CR              | 4               | -9              | -                  | -                  | -                  | -           | -           | -           | 4      | -9     |
| 2016-gen. 2017         | Granada                | PD                     | 0          | 0          | CR              | 0               | 0               | -                  | -                  | -                  | -           | -           | -           | 0      | 0      |
| Totale Granada         | Totale Granada         | Totale Granada         | 0          | 0          |                 | 4               | -9              |                    | -                  | -                  |             | -           | -           | 4      | -9     |
| gen.-giu. 2017         | Debrecen               | NBI                    | 0          | 0          | MK              | -               | -               | UEL                | -                  | -                  | -           | -           | -           | 0      | 0      |
| 2017-2018              | FC Politehnica Iași    | L1                     | 0          | 0          | CR              | 0               | 0               | -                  | -                  | -                  | -           | -           | -           | 0      | 0      |
| Totale carriera        | Totale carriera        | Totale carriera        | 146        | -100       |                 | 25              | -24             |                    | 40                 | -70                |             | 0           | 0           | 211    | -194   |

## Palmarès

### Club

#### Competizioni nazionali
- Supercoppa di Croazia: 1

Dinamo Zagabria: 2010
- Campionato croato: 2

Dinamo Zagabria: 2010-2011, 2011-2012
- Coppa di Croazia: 2

Dinamo Zagabria: 2010-2011, 2011-2012